# Phyllachora renealmiae
Phyllachora renealmiae är en svampart som beskrevs av Rehm 1897. Phyllachora renealmiae ingår i släktet Phyllachora och familjen Phyllachoraceae.   Inga underarter finns listade i Catalogue of Life.